# Großweitzschen
Großweitzschen es un municipio situado en el distrito de Sajonia Central, en el estado federado de Sajonia (Alemania), a una altitud de 240 metros. Su población a finales de 2016 era de unos 2800 habitantes y su densidad poblacional, 63 hab/km².